# Rhonda Fleming
Rhonda Fleming, pseudonimo di Marilyn Louis (Los Angeles, 10 agosto 1923 – Santa Monica, 14 ottobre 2020), è stata un'attrice e cantante statunitense.
È ricordata per il fisico da pin-up e per i fiammeggianti capelli rossi che contribuirono a farle guadagnare il soprannome di Queen of Technicolor (la Regina del Technicolor).

## Biografia
Di origine franco-anglo-irlandese, e nata nel sobborgo di Hollywood, la Fleming crebbe sulla costa californiana, avvicinandosi alla recitazione quando ancora frequentava la Beverly Hills High School, dove si diplomò nel 1941. Dopo aver preso parte, non accreditata, ad alcune produzioni cinematografiche, fu notata da un talent-scout che la presentò a David O. Selznick. Fu lo stesso produttore cinematografico a scegliere per lei lo pseudonimo di Rhonda Fleming. Debuttò ufficialmente nel 1945 in Io ti salverò (1945) di Alfred Hitchcock. Subito dopo fu diretta da Robert Siodmak in La scala a chiocciola (1945).
Pur non toccando vette eccelse, durante la sua carriera la Fleming interpretò numerosi film drammatici di rilievo come Quando la città dorme (1956) di Fritz Lang, ma soprattutto avventure in Technicolor come La corte di re Artù (1949) di Tay Garnett, accanto a Bing Crosby, un musical basato sul romanzo omonimo di Mark Twain. In quella circostanza, la Fleming poté mostrare anche le proprie doti nel canto, duettando con Crosby in Once and For Always ed eseguendo come solista When Is Sometime. Lei e Crosby registrarono i brani musicali per la colonna sonora prodotta in un 78 giri dalla Decca Records.
Di rilievo anche le partecipazioni dell'attrice a celebri film western come Sfida all'O.K. Corral (1957) di John Sturges e ad alcuni film storici come Gli amori di Cleopatra (1953) di William Castle, dedicato alla grande regina egizia Cleopatra VII, e il peplum La rivolta degli schiavi (1960) di Nunzio Malasomma. Lavorò anche in produzioni di cinema tridimensionale, come Teste rosse (1953) e apparve nel ruolo di se stessa nel comico Jerry 8¾ (1964), diretto e interpretato da Jerry Lewis. Nel 1965 recitò in Italia in Una moglie americana di Gian Luigi Polidoro, accanto ad Ugo Tognazzi. Sul piccolo schermo, fu spesso guest star in trasmissioni televisive di successo, come The Red Skelton Show e Here's Hollywood (1961), assieme al terzo marito Lang Jeffries.
Interruppe la carriera nel 1965 per riprenderla in televisione nel 1973. Lavorò saltuariamente dal 1976 al 1990.

## Vita privata
Si sposò sei volte (e 4 volte divorziò): con Thomas Lane (quando aveva 15 anni e dal quale ebbe il figlio Kent; la coppia divorziò nel 1948); con Lewis Morrill (dal 1952 al 1956); col collega Lang Jeffries (dal 1960 al 1962); con il regista e sceneggiatore Hall Bartlett (dal 1966 al 1972); con Ted Mann (dal 1978 al 2001) e con Darol Wayne Carlson (sposato nel 2003).

## Filmografia parziale

### Cinema
- Terra nera (In Old Oklahoma), regia di Albert S. Rogell (1943) (non accreditata)
- Da quando te ne andasti (Since You Went Away), regia di John Cromwell (1944) (non accreditata)
- Notte d'angoscia (When Strangers Marry), regia di William Castle (1944)
- Io ti salverò (Spellbound), regia di Alfred Hitchcock (1945)
- La scala a chiocciola (The Spiral Staircase), regia di Robert Siodmak (1945)
- I predoni della città (Abilene Town), regia di Edwin L. Marin (1946)
- La figlia del pirata (Adventure Island), regia di Sam Newfield (1947)
- Le catene della colpa (Out of the Past), regia di Jacques Tourneur (1947)
- La corte di re Artù (A Connecticut Yankee in King Arthur's Court), regia di Tay Garnett (1949)
- Il grande amante (The Great Lover), regia di Alexander Hall (1949)
- L'aquila e il falco (The Eagle and the Hawk), regia di Lewis R. Foster (1950)
- Nei bassifondi di Los Angeles (Cry Danger), regia di Robert Parrish (1951)
- Il messaggio del rinnegato (The Redhead and the Cowboy), regia di Leslie Fenton (1951)
- L'assedio di Fort Point (The Last Outpost), regia di Lewis R. Foster (1951)
- La danza proibita (Little Egypt), regia di Frederick de Cordova (1951)
- Il tesoro del fiume sacro (Crosswinds), regia di Lewis R. Foster (1951)
- Il talismano della Cina (Hong Kong), regia di Lewis R. Foster (1952)
- Fuoco a Cartagena (The Golden Hawk), regia di Lewis R. Foster (1952)
- Il giustiziere dei tropici (Tropic Zone), regia di Lewis R. Foster (1953)
- Gli amori di Cleopatra (Serpent of the Nile), regia di William Castle (1953)
- Pony Express, regia di Jerry Hopper (1953)
- Inferno, regia di Roy Ward Baker (1953)
- Teste rosse (Those Redheads From Seattle) (1953) in 3-D
- Il tesoro del Rio delle Amazzoni (Jivaro), regia di Edward Ludwig (1954)
- Yankee Pascià (Yankee Pasha), regia di Joseph Pevney (1954)
- La cortigiana di Babilonia, regia di Carlo Ludovico Bragaglia (1955)
- La jungla dei temerari (Tennessee's Partner), regia di Allan Dwan (1955)
- Veneri rosse (Slightly Scarlet), regia di Allan Dwan (1956)
- L'assassino è perduto (The Killer Is Loose), regia di Budd Boetticher (1956)
- Quando la città dorme (While the City Sleeps), regia di Fritz Lang (1956)
- Odongo, regia di John Gilling (1956)
- Sfida all'O.K. Corral (Gunfight at the O.K. Corral), regia di John Sturges (1957)
- La storia di Buster Keaton (The Buster Keaton Story), regia di Sidney Sheldon (1957)
- L'arma della gloria (Gun Glory), regia di Roy Rowland (1957)
- La frusta dell'amazzone (Bullwhip), regia di Harmon Jones (1958)
- Pietà per la carne (Home Before Dark), regia di Mervyn LeRoy (1958)
- Arriva Jesse James (Alias Jesse James), regia di Norman Z. McLeod (1959)
- Il grande circo (The Big Circus), regia di Joseph M. Newman (1959)
- Il cielo è affollato (The Crowded Sky), regia di Joseph Pevney (1960)
- La rivolta degli schiavi, regia di Nunzio Malasomma (1960)
- Pão de Açúcar, regia di Paul Sylbert (1964)
- Jerry 8¾ (The Patsy), regia di Jerry Lewis (1964) (nel ruolo di se stessa)
- Una moglie americana, regia di Gian Luigi Polidoro (1965)
- Won Ton Ton, il cane che salvò Hollywood (Won Ton Ton: The Dog Who Saved Hollywood), regia di Michael Winner (1976)
- The Nude Bomb, regia di Clive Donner (1980)
- Waiting for the Wind, regia di Don Schroeder (1990)

### Televisione
- The Best of Broadway – serie TV, 1 episodio (1955)
- The Ford Television Theatre – serie TV, 1 episodio (1955)
- Hong Kong – serie TV, episodio 1x23 (1961)
- The Investigators – serie TV, episodio 1x01 (1961)
- The Dick Powell Show – serie TV, episodio 1x04 (1961)
- Follow the Sun – serie TV, episodio 1x25 (1962)
- Death Valley Days – serie TV, 1 episodio (1962)
- The Red Skelton Show – serie TV, 2 episodi (1961-1963)
- Carovane verso il West (Wagon Train) – serie TV, 3 episodi (1958-1963)
- Polvere di stelle (Bob Hope Presents the Chrysler Theatre) – serie TV, 1 episodio (1964)
- La legge di Burke (Burke's Law) – serie TV, 2 episodi (1963-1964)
- Il virginiano (The Virginian) – serie TV, episodio 3x30 (1965)
- Search – serie TV, 1 episodio (1973)
- Needles and Pins – serie TV, 1 episodio (1973)
- McMillan e signora (McMillan & Wife) – serie TV, 1 episodio (1974)
- Pepper Anderson - Agente speciale (Police Woman) – serie TV, 1 episodio (1974)
- Kung Fu – serie TV, 1 episodio (1975)
- Ellery Queen – serie TV, episodio 1x08 (1975)
- Love Boat (The Love Boat) – serie TV, 1 episodio (1978)

## Riconoscimenti
Ha una stella nella Hollywood Walk of Fame al numero 6660 dell'Hollywood Boulevard.

## Doppiatrici italiane
Nelle versioni in italiano delle opere in cui ha recitato, Rhoda Fleming è stata doppiata da:
- Dhia Cristiani in Sfida all'O.K. Corral, L'arma della gloria, Le catene della colpa, Il cielo è affollato, La danza proibita, Il messaggio del rinnegato, Pony Express, Quando la città dorme, La storia di Buster Keaton, Veneri rosse, Nei bassifondi di Los Angeles
- Lydia Simoneschi in L'assassino è perduto, Yankee Pascià, Inferno, La frusta dell'amazzone, La jungla dei temerari
- Rosetta Calavetta in L'assedio di Fort Point, L'aquila e il falco, Il grande circo, Il grande amante, Ellery Queen
- Andreina Pagnani in Fuoco a Cartagena, Arriva Jesse James, La rivolta degli schiavi
- Laura Carli in Io ti salverò[6]
- Renata Marini in I predoni della città
- Tina Lattanzi in Gli amori di Cleopatra
- Alina Moradei in Love Boat